# Glucarpidasa

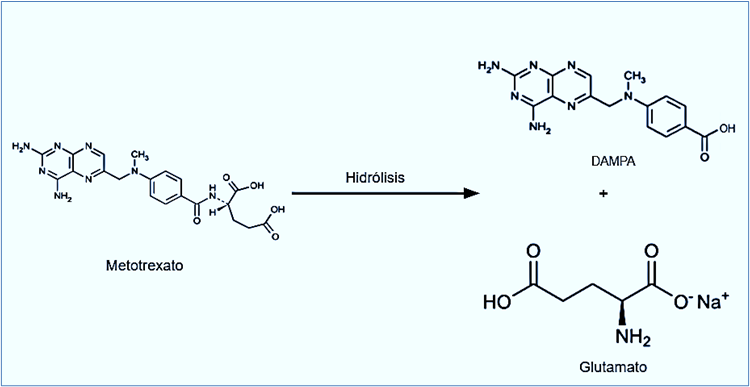
Imagen 1: Degradación química del metotrexato a DAMPA y glutamato.

La glucarpidasa es una carboxipeptidasa (carboxipeptidasa-G2 o CPDG2) encontrada originalmente en una bacteria del género Pseudomonas, cuya función es reducir los niveles de metotrexato en el organismo mediante su hidrólisis.

## Mecanismo de acción
La glucarpidasa hidroliza el residuo carboxi terminal del ácido fólico y otros antifolatos típicos como el metotrexato (MTX). En el caso del MTX lo hidroliza rápidamente a su metabolito inactivo DAMPA (ácido 2,4-diamino-N10-metilpteroico) y  glutamato (Imagen 1),  que serán fácilmente eliminables por vías diferentes a la vía renal.

Solo es capaz de eliminar el MTX plasmático ya que no tiene capacidad de entrar en la célula donde se encuentra el MTX activo (Imagen 2).

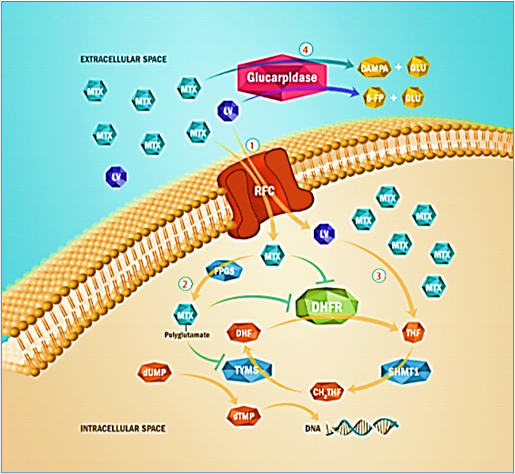
Imagen 2: Mecanismo de acción de glucarpidasa.

## Usos terapéuticos

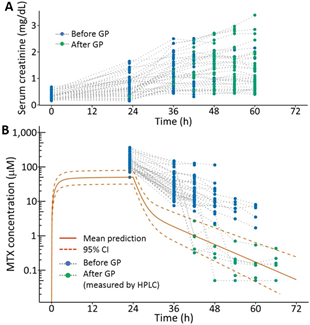
Figura 1: Niveles séricos de creatinina y metotrexato (MTX) antes y después de administración de glucarpidasa (GP).

Es usada para disminuir los niveles de metotrexato en pacientes adultos y pediátricos con diversos tipos de cáncer que se encuentran en tratamiento con altas dosis de metotrexato, en los que se ve afectado su aclaramiento debido a un fallo renal.
La toxicidad aguda renal provocada por metotrexato afecta al 10% de los pacientes, con una mortalidad del 6% si no se monitoriza el tratamiento. Se debe alcalinizar la orina, mantener hidratado al paciente y controlar la creatinina sérica.
El posible mecanismo de toxicidad renal aguda inducida por el metotrexato es la precipitación del fármaco en el túbulo renal, debido a que el límite de solubilidad del metotrexato se encuentra aproximadamente a pH 7 y precipita a pH ácido
La glucarpidasa va a reducir en un 90-95% la concentración de metotrexato en un intervalo de tiempo de 15 a 30 minutos. 
Está indicado únicamente si la concentración de metotrexato es superior a 10 mol/L entre las 42 y 48 h después de finalizar la infusión de metotrexato y/o si la creatinina sérica es superior a 132,6 μmol / L.

Estudios en pacientes pediátricos con leucemia linfoblástica aguda en tratamiento con alta dosis de metotrexato (tiempo 0) presentan una clara disminución de los niveles de creatinina sérica y MTX, en el 95% de los pacientes con tratamiento con GP (Figura 1).

## Dosis, vía de administración y farmacocinética
Se presenta en viales liofilizados que contienen 1000 unidades para la administración intravenosa de dosis de 50 unidades/ Kg, siendo la misma pauta para pacientes adultos y pediátricos.
En cuanto a su farmacocinética tiene una semivida de eliminación de 5,6 horas, presenta un volumen de distribución de 3,6 L y un aclaramiento renal de 7,5 mL/min.

## Efectos adversos
- Poco comunes: Visión borrosa, confusión, mareos, hipotensión ortostática, cansancio y debilidad, náuseas, vómitos, entumecimiento, hormigueo, dolor con sensación de quemazón y sofocos

- Raros: Tos, dificultad para tragar, fiebre, dolor de cabeza, urticaria, ronquera, irritación, dolor/ rigidez/ hinchazón en las articulaciones, nerviosismo, latidos en los oídos, sarpullido, enrojecimiento de la piel, dificultad para respirar, bradicardia o taquicardia, hinchazón de los párpados, la cara, los labios, las manos o los pies; opresión en el pecho, dificultad para respirar o tragar, sibilancias.[4]

El seguimiento de los niveles de MTX durante el tratamiento se realiza mediante ensayos inmunológicos. En este caso, la glucarpidasa presenta un gran inconveniente ya que el metabolito inactivo DAMPA (ácido 2,4-diamino-N10-metilpteroico), resultante de la hidrólisis de MTX, presenta reactividad cruzada en la medición de sus niveles pudiendo dar lugar a una sobreestimación de MTX. Otro inconveniente presente en el tratamiento es la falta de actividad intracelular de la enzima pudiendo provocar efecto rebote debido a la acumulación tisular de MTX